# Pasayten River
Der Pasayten River ist ein rechter Nebenfluss des Similkameen River, in der kanadischen Provinz British Columbia und im US-Bundesstaat Washington. Er ist Teil des Flusssystems des Columbia River, indem er in den Similkameen River mündet, welcher wiederum in den Okanagan River und dieser in den Columbia River fließt.

## Verlauf
Der Pasayten River entspringt in der Nördlichen Kaskadenkette, die Teil der Kaskadenkette ist. Er fließt generell nordwärts durch die Pasayten Wilderness und quert die kanadisch-US-amerikanische Grenze. Der mittlere Abfluss 8 km oberhalb der Mündung beträgt 8 m³/s. Die höchsten monatlichen Abflüsse treten gewöhnlich im Mai und im Juni auf.

### West Fork
Der West Fork Pasayten River entspringt an den Nordhängen des Slate Peak und fließt nordwärts, bis er Three Forks erreicht, wo er und der Middle Fork sich zum eigentlichen Pasayten River vereinen. Hier fließt auch der Rock Creek zu, welcher der dritte der „Three Forks“ ist; der Name Three Forks bezieht sich allerdings weniger auf den dreifachen Zusammenfluss als vielmehr auf die nahegelegene Hütte.

### Middle Fork
Der Middle Fork Pasayten River entspringt am Slate Pass und fließt nordwärts bis Three Forks, wo er mit dem West Fork den eigentlichen Pasayten River bildet.

### East Fork
Der East Fork Pasayten River entspringt am Dollar Watch Pass und fließt westwärts, nimmt den Abfluss des Big Hidden Lake nach etwas mehr als seinem halben Lauf auf und vereinigt sich mit dem Hauptstrom des Pasayten River gerade flussaufwärts der Grenze zwischen Kanada und den Vereinigten Staaten.

### Hauptstrom
Der eigentliche Pasayten River beginnt bei Three Forks, wo der West und der Middle Forks sich zum Hauptstrom vereinigen. Der Pasayten River wird vor Erreichen der Grenze vom East Fork verstärkt. Nach Passieren der Grenze fließt der Fluss weiter nordwärts; er passiert die Westgrenze des Manning Provincial Park, bevor er in den Similkameen River mündet.

## Nebenflüsse

### In den Vereinigten Staaten
West Fork
- Oregon Creek
- Shaw Creek
- Holman Creek
- Threemile Creek
- Kid Creek

Middle Fork
- Silver Creek
- Shack Creek
- Point Creke
- Berk Creek

East Fork
- Mayo Creek
- Quartz Creek
- Snowslide Creek
- White Creek
- Getaway Creek
- Farewell Creek
- Judy Creek

Hauptstrom
- Rock Creek
- Lease Creek
- Lodgepole Creek
- Soda Creek
- Thomson Creek
- Holdover Creek
- Central Creek
- Harrison Creek
- Trail Creek
- Bunker Hill Creek

### In Kanada
- Peeve Creek
- Calcite Creek